# Polikarpow PM-1
Polikarpow PM-1 (russisch Поликарпов ПМ-1) oder auch P-2 (П-2) ist die Bezeichnung für ein fünfsitziges Passagierflugzeug. Es entstand aus der Notwendigkeit heraus, für die 1924 neu eröffneten sowjetischen Fluglinien einen eigenen Typen zu entwickeln, um die zu diesem Zeitpunkt im Dienst stehenden ausländischen Muster zu ersetzen.

## Entwicklung
Unter Leitung von Nikolai Polikarpow begann Alexander Semjonow 1925 mit den Konstruktionsarbeiten. Nach einer sehr kurzen, dreimonatigen Bauphase begann A. Shukow am 10. Juni 1925 mit der Flugerprobung des Prototyps. Diese wurde erfolgreich absolviert und es wurden zehn Exemplare von der Deruluft in Auftrag gegeben. Vorgesehen war der Einsatz auf den Strecken Moskau–Leningrad, Moskau–Jegorowsk und ab 1926 Moskau–Berlin.
Die Luftverkehrszulassung erhielt das Modell am 26. Juli 1925 und es führte anschließend einen Flug von Moskau nach Leningrad durch. 1926 startete der Prototyp mit dem Flugzeugführer Schebanow zu einer Rundreise durch Westeuropa. Aufgrund des störanfälligen Motors, der für die Konstruktion zu schwach ausgelegt war, kam es bereits auf der Strecke Moskau–Berlin mehrfach zu erzwungenen Zwischenlandungen infolge Motorproblemen. Auf dem Weiterflug von Berlin aus kam es schließlich zum Bruch des Motorgehäuses und mehreren Kolbenschäden, worauf das Unternehmen in Westfalen abgebrochen werden musste. Nach dieser missglückten Aktion wurden die Aufträge größtenteils wieder annulliert; es ist deshalb nicht sicher, wie viele PM-1 genau gebaut worden sind.
Die PM-1 war eine Sperrholzkonstruktion in Schalenbauweise mit ovalem Rumpfquerschnitt. Die Piloten saßen in einem sich an der Flügelvorderkante befindlichen offenen Cockpit, während die Passagiere Platz in einer geschlossenen Kabine mit je zwei Fenstern pro Seite fanden.
Das Tragwerk bestand aus einem Holzrahmen mit Stoffbespannung und war in Anderthalbdeckerkonfiguration ausgeführt. Ober- und Unterflügel waren je Seite mit einem I-Stiel miteinander verbunden und zusätzlich noch verspannt. Die Räder des starren Hauptfahrwerks waren durch eine Achse miteinander verbunden, am Heck befand sich ein Schleifsporn.
Die Bezeichnung PM-1 bezieht sich auf die Verwendung als Passagierflugzeug (Passaschirski, russisch Пассажирский) und den Antrieb, einem Maybach-Triebwerk.

## Technische Daten
| Kenngröße             | Daten                                                                        |
| --------------------- | ---------------------------------------------------------------------------- |
| Konstrukteur(e)       | Alexander Semjonow (Projektierung) Nikolai Polikarpow (technische Umsetzung) |
| Hersteller            | Staatliches Flugzeugwerk (GAS) Nr. 1 Moskau                                  |
| Baujahr(e)            | 1925                                                                         |
| Besatzung             | 2                                                                            |
| Passagiere            | 5                                                                            |
| Länge                 | 11,00 m                                                                      |
| Flügelspannweite      | 15,54 m                                                                      |
| Flügelfläche          | 38,50 m²                                                                     |
| Rüstmasse             | 1380 kg                                                                      |
| Zuladung              | 980 kg                                                                       |
| Nutzlast              | 540 kg                                                                       |
| Startmasse            | 2360 kg                                                                      |
| Flächenbelastung      | 61,5 kg/m²                                                                   |
| Leistungsbelastung    | 9,1 kg/PS                                                                    |
| Antrieb               | ein flüssigkeitsgekühlter 6-Zylinder-Reihenmotor Maybach IVa                 |
| Leistung              | 194 kW (ca. 260 PS)                                                          |
| Kraftstoffvolumen     | 440 kg                                                                       |
| Höchstgeschwindigkeit | 180 km/h in Bodennähe 150 km/h in 3000 m Höhe                                |
| Landegeschwindigkeit  | 90 km/h                                                                      |
| Steigzeit             | 8 min auf 1000 m Höhe                                                        |
| Steigleistung         | 1,6 m/s                                                                      |
| Dienstgipfelhöhe      | 4100 m                                                                       |
| max. Reichweite       | 1200 km                                                                      |
| Flugdauer             | 7 h                                                                          |